# Saga: Przekleństwo Cienia
Saga: Przekleństwo Cienia – amerykański film fantasy w reżyserii Johna Lyde’a z 2013 roku.

## Fabuła
W legendarnej baśniowej krainie pojawia się złowieszcza sekta Cienia. Plany mrocznej organizacji próbuje pokrzyżować wojowniczka elfów Nemyt Akaia (Danielle Chuchran). Do walki staje również rycerz Keltus (Richard McWilliams), który jednoczy siły z władcą orków Kullimonem (Paul D. Hunt). Muszą stawić czoło potężnej armii i powstrzymać złoczyńców przed sprowadzeniem na świat straszliwej bestii.

## Obsada
- Danielle Chuchran –  Nemyt
- Richard McWilliams – Keltus
- Paul D. Hunt – Kullimon
- James C. Morris – Gyarmuck / Maggut
- Eve Mauro – Tarsa
- Danny James – Drennon
- Nichelle Aiden – Deloris
- James Gaisford – Kethku